# Cervello (groupe)
Pour les articles homonymes, voir Cervello.
Cervello est un groupe de rock progressif italien, originaire de Naples, actif dans les années 1970.

## Histoire
Le groupe est formé en 1970 à Naples sur la vague du rock progressif à l'initiative de Corrado Rustici, alors âgé de 17 ans, qui a formé un groupe de jeunes de 19 ans avec Antonio Spagnolo, Giulio D'Ambrosio, Renato Lori et Pino Prota, où Lori et Prota seront plus tard remplacés par Gianluigi Di Franco et Remigio Esposito.
Le groupe se met à la recherche de nouveaux sons qui lui permettraient de former un line-up sans claviers, en exploitant l'utilisation de générateurs d'écho combinés à des pédales de basse d'orgue pour produire un son similaire à des cordes distordues. Ils commencent à se produire en public et, en juin 1973, lors du troisième Festival de la musique d'avant-garde et des nouvelles tendances, qui se tient à Naples cette année-là, ils sont acclamés par la critique. Ils connaissent le succès. Grâce également au soutien de Danilo Rustici, frère de Corrado et guitariste d'Osanna, les Cervello signent un contrat d'enregistrement avec Dischi Ricordi et, au cours de l'été 1973, ils enregistrent leur unique album à Milan : Melos, dans lequel ils combinent la musique symphonique et le rock progressif. L'album est empreint de maniérisme et de virtuosité. Les flûtes et les saxophones sont souvent utilisés pour remplacer les claviers et le mellotron, populaires dans le genre progressif.
Bien qu'il soit considéré plus tard comme l'un des albums les plus représentatifs du rock progressif italien, l'album se vend mal et le groupe se sépare en 1974. Corrado Rustici, après une brève collaboration avec Osanna, continue sa carrière avec Nova, et poursuit parallèlement une carrière de soliste et de producteur. Gianluigi Di Franco entame une carrière de soliste et d'auteur, collaborant avec le percussionniste Toni Esposito jusqu'au début des années 1980. En 2017, l'album Live in Tokyo est publié.

## Membres
- Gianluigi Di Franco — voix, flûte, percussions
- Corrado Rustici — guitare, flûte, vibraphone, voix
- Giulio D'Ambrosio — saxophone, flûte, voix
- Antonio Spagnolo — basse, guitare acoustique, flûte, pédalier, voix
- Remigio Esposito — batterie, vibraphone

## Discographie
- 1973 : Melos
- 2017 : Live in Tokyo